# Pôle Azur Provence
Le Pôle Azur Provence est une ancienne communauté d'agglomération française, située dans l'arrondissement de Grasse, le département des Alpes-Maritimes et la région Provence-Alpes-Côte d'Azur. Elle a fusionné avec  la communauté de communes des terres de Siagne et la communauté de communes des monts d'Azur pour former la communauté d'agglomération du Pays de Grasse au  1er janvier 2014.

## Histoire
Le 31 mars 1993, les villes de Grasse, Mouans-Sartoux, Auribeau-sur-Siagne, Pégomas, la Roquette-sur-Siagne, Valbonne et Vence s'unissent afin de représenter d'une seule voix les intérêts du Moyen-Pays provençal, notamment le refus du projet de doublage de l'autoroute A8. La Communauté s'appelle alors Provence d'Azur.
Le 11 décembre 2001, elle est transformée en communauté d'agglomération et c'est le maire UMP [réf. souhaitée] de Grasse, Jean-Pierre Leleux, qui la préside.
En janvier 2002, Valbonne et Vence quittent la Communauté pour aller créer leur propre communauté d'agglomération avec Antibes et 14 autres communes du centre du département : la Communauté d'agglomération de Sophia Antipolis (CASA).
Le 16 mai 2003, à la suite d'un contentieux d'homonymie avec le « Golfe des îles d'or - la Provence d'azur » [réf. nécessaire], l'intercommunalité est renommée en Pôle Azur Provence.
La nouvelle appellation se décompose en :
- Pôle qui évoque le dynamisme de l'ensemble [pourquoi ?] [réf. nécessaire],
- Azur qui évoque la Côte d'Azur
- et Provence qui rappelle que Grasse et sa région sont restées provençales alors que le comté de Nice s'en est détaché en 1388.

Aujourd'hui, le Pôle Azur Provence poursuit deux objectifs : l'extension de ses compétences et la création, à long terme, d'une agglomération unique comprenant Cannes, Grasse et Antibes. [réf. souhaitée] Mais le maire UMP de Cannes, Bernard Brochand, a remis à 2007 toute négociation pour un tel projet.
Refusant d'attendre jusque-là, les villes de Mougins, du Cannet et de Mandelieu-la-Napoule ont déposé leur candidature au Pôle Azur Provence au début de l'été 2004. [réf. souhaitée] Provoquant un tollé [pourquoi ?], elles ont été retirées. [réf. souhaitée] De même, la candidature de la ville de Peymeinade a été rejetée par le Conseil Communautaire [pourquoi ?] [réf. souhaitée], mettant en minorité le président Leleux, favorable à l'élargissement. Une nouvelle fois, celui-ci[Qui ?] présente de nouvelles communes, issues du haut pays de Grasse : Séranon, Andon, Saint-Auban, Briançonnet, Valderoure, Aiglun et Collongues au conseil d'agglomération du 26 août 2005. Mais devant le refus catégorique des élus de gauche et de certains maires [pourquoi ?], le projet est repoussé à plus tard... [réf. souhaitée]
Elle a fusionné avec la communauté de communes des terres de Siagne et la communauté de communes des monts d'Azur pour former la communauté d'agglomération du Pays de Grasse au  1er janvier 2014.

## Composition
Lors de sa dissolution, la communauté d'agglomération Pôle Azur Provence comprenait cinq communes :
- Auribeau-sur-Siagne (3 sièges) 2 847 hab
- Grasse (9 sièges) 51 580 hab
- Mouans-Sartoux (5 sièges) 10 331 hab
- Pégomas (4 sièges) 6 438 hab
- La Roquette-sur-Siagne (3 sièges) 4 920 hab

## Le conseil d'agglomération

### Président
| Période   | Identité              | Parti | Qualité                                                                                            |
| --------- | --------------------- | ----- | -------------------------------------------------------------------------------------------------- |
| 2001-2013 | M. Jean-Pierre Leleux | UMP   | Vice-président du conseil général des Alpes-Maritimes Sénateur - maire de Grasse [réf. nécessaire] |

### Vice-présidents
| Identité                 | Parti     | Qualité                             |
| ------------------------ | --------- | ----------------------------------- |
| Mme Dominique Bourret    | UMP       | Adjointe au maire de Grasse         |
| Mme Marie-Louise Gourdon | Les Verts | Adjointe au maire de Mouans-Sartoux |
| M. Gilbert Pibou         | UMP       | Maire de Pégomas                    |
| M. François Reyne        | UMP       | Adjoint au maire de Grasse          |
| M. André Roatta          | UMP       | Maire de la Roquette-sur-Siagne     |
| M. Jacques Varrone       | UMP       | Maire d'Auribeau-sur-Siagne         |

### Les conseillers titulaires
- Auribeau-sur-Siagne :

1. M. Jacques Varrone V-P, maire d'Auribeau-sur-Siagne
2. M. Gérard Mero [réf. souhaitée]
3. M. Yves Charabot

- Grasse :

1. M. Jean-Pierre Leleux, maire de Grasse
2. Mme France Aouizerate
3. Mme Dominique Bourret V-P
4. M. Luc d'Halluin
5. M. Philippe Bonelli
6. Mme Anne Marie Duval [réf. souhaitée]
7. M. Georges Rakotovao
8. M. François Reyne V-P
9. Mme Danièle Tubiana

- Mouans-Sartoux :

1. M. André Aschieri, maire de Mouans-Sartoux
2. M. Gilles Perole [réf. souhaitée]
3. Mme Marie-Louise Gourdon V-P
4. M. Daniel Le Blay
5. M. Christian Rouvier

- Pégomas :

1. M. Gilbert Pibou V-P, maire de Pégomas
2. M. Robert Marchive
3. M. Jean-Claude Deroudhile
4. Mme Marie-Josèphe Zucchini

- La Roquette-sur-Siagne

1. M. André Roatta V-P, maire de la Roquette-sur-Siagne
2. M. Bernard Giraudon
3. M. Jacques Pouplot